# Ушастые ежи
Ушастые ежи (лат. Hemiechinus) — род семейства ежовых. Отличаются от других ежей длинными ушами, представляющими собой адаптацию к более жаркому климату.
Это некрупные ежи: длина тела 15—28 см, хвоста 1—5 см. Масса 248—272 г. Иглы покрывают спину, но почти не заходят на бока. Иглы светлые, окрашены полосами тёмно-коричневого и белого цвета. Поверхность игл с продольными гребнями и бороздками. Волосы на боках и брюхе мягкие и сравнительно короткие, окрашены в буровато-серый или белый цвет. Уши длинные, превышают половину длины головы.
Ушастые ежи населяют степи, полупустыни и пустыни. Их ареал охватывает Юго-Восточную Европу, Переднюю, Среднюю, Центральную и Южную Азию и Северную Африку. Активность сумеречная и ночная. День, как правило, проводят в собственной или занятой норе. Образ жизни одиночный; личный участок самца составляют 4,9 га, самок — 2,8 га. Питаются различными беспозвоночными (чаще насекомыми) и мелкими позвоночными животными (ящерицами, мышевидными грызунами и т. п.). В неволе возможен каннибализм. В северных частях ареала на зиму впадают в спячку. Период размножения растянут. Самки после 35—42 дней приносят один помёт из 1—7 ежат. В неволе доживают до 6—7 лет.

## Систематика
В роду ушастых ежей 6 видов:
- Hemiechinus aethiopicus — Эфиопский ёж
- Hemiechinus auritus — Ушастый ёж
- Hemiechinus collaris — Ошейниковый ёж
- Hemiechinus hypomelas — Длинноиглый ёж, или лысый ёж, или темноиглый ёж
- Hemiechinus micropus — Индийский ёж
- Hemiechinus nudiventris — Голобрюхий ёж

На территории России водится один вид — ушастый ёж.